# The God who wasn't there
The God Who Wasn't There es un documental independiente de 2005 escrito y dirigido por Brian Flemming que cuestiona la existencia de Jesús, investigando las evidencias que apoyan la teoría del mito de Jesús contra la existencia de un Jesús histórico entre otros aspectos del cristianismo.
El consenso entre los estudiosos de la Biblia es que el Jesús representado en el Nuevo Testamento está al menos basado parcialmente en una persona histórica real, premisa que este documental contradice

## Hipótesis del mito de Jesús
La mayor parte del documental es la presentación del argumento de la hipótesis del mito de Jesús. Flemming y los entrevistados hablan en estos términos:
- La historia del cristianismo, especialmente la doctrina de los primeros cristianos,es consistente con la figura de haber sido un personaje mítico, con detalles históricos solamente añadidos más tarde.
- Las Epístolas paulinas, escritas antes del Evangelio, no muestran el conocimiento por parte del autor de que Jesús había sido un humano que había vivido poco tiempo antes. Pablo sólo menciona la crucifixión, la resurrección y la ascensión y los presenta como si hubieran ocurrido en un reino mítico en lugar de uno terrenal.
- La secuencia de la muerte-resurrección-ascensión era común en las mitologías y las religiones anteriores, por lo que es más probable que el carácter de Jesús estuvo inspirado en figuras similares que ya se habían escrito anteriormente.

Véase: Deidad de vida, muerte y resurrección
- Otros detalles que la biografía de Jesús en los Evangelios ofrece también tienen precedente en mitologías y religiones anteriores, especialmente en el judaísmo. Por ejemplo, la escena de la "matanza de los inocentes" parece estar directamente inspirada en una historia casi idéntica en el Libro del Éxodo.

## Otras críticas al Cristianismo
Además de defender la hipótesis mito de Jesús, la película critica algunos otros aspectos del cristianismo:
- Flemming sostiene que el cristianismo moderado tiene aún menos sentido que una interpretación fundamentalista de la doctrina cristiana, afirmando que la Biblia contiene muchos mensajes incompatibles con la tolerancia con los no cristianos.
- Flemming prevé que la petición de dios de creer en él o ser condenado eternamente es una forma básica de control mental tal y como se interpreta en Marcos 3:29, el pecado eterno y pasajes similares como condena de cualquiera que dude de la existencia del Espíritu Santo. Jesús, sin embargo, perdona el asesinato, el robo y otros pecados, pero no este tipo de incredulidad.
- Debido a que Jesús conoce los pensamientos más íntimos de las personas, y que por lo tanto las personas deben ser policías de sus propios pensamientos para evitar cualquier duda, Flemming considera que el mayor pecado en el fundamentalismo cristiano es "pensar".
- Flemming afirma que los cristianos siempre han estado obsesionados con el sacrificio de sangre, e ilustra este punto de vista al señalar que la película de Mel Gibson La Pasión de Cristo , que contiene escenas de violencia gráfica y sufrimiento fuera un éxito de taquilla más que cualquier otra película sobre Jesús.
- Los resultados de las encuestas que aparecen en la película indican que el 44% de los estadounidenses creen en cierta medida en el apocalipsis cuando Jesús regresará a la Tierra.

## Entrevistas y comentarios
En el documental aparecen muchas personas de interés:
- Alan Dundes antropólogo y estudioso de la costumbre. Hasta su muerte, fue profesor de Folklore y Antropología en la University of California, Berkeley.
- Barbara Mikkelson y David P. Mikkelson son fundadores de Snopes.com.
- Richard Carrier, filósofo e historiador de la Columbia University, New York.
- Robert M. Price es profesor de Crítica Bíblica en el Centro para el humanismo secular del Center for Inquiry Institute[3]
- Ronald Sipus, es el director del Village Christian School, en la que Brian Flemming estudió de joven. Se sale de la entrevista acusando a Flemming de representarle de una forma negativa.
- Sam Harris es investigador de neurobiología de la creencia religiosa y autor de los libros El fin de la fe, Carta a una nación cristiana y The Moral Landscape.
- Scott Butcher, creador del sitio web Rapture Letters.com website.

Además, en los comentarios al DVD aparecen:
- Richard Dawkins biólogo evolucionista de Reino Unido
- Earl Doherty, defensor del mito de Jesús y autor del libro The Jesus Puzzle.
- The Raving Atheist, abogado y bloguero ateo[4]

Entre los cristianos que aparecen en el film, destaca el evento de Billy Graham en el estadio de Rose Bowl en Pasadena, California el 18 de noviembre de 2004

## Blasphemy Challenge
En diciembre de 2006 la organización atea Rational Response Squad anunció que daría gratis un DVD a cada uno de los primeros 1.001 participantes en el "Blasphemy Challenge", proyecto basado en internet para animar a los ateos a declararse públicamente